# Émeute de la prison de Tamara
 (juin 2023).
La mise en forme du texte ne suit pas les recommandations de Wikipédia : il faut le « wikifier ».
Les points d'amélioration suivants sont les cas les plus fréquents. Le détail des points à revoir est peut-être précisé sur la page de discussion.
- Les titres sont pré-formatés par le logiciel. Ils ne sont ni en capitales, ni en gras.
- Le texte ne doit pas être écrit en capitales (les noms de famille non plus), ni en gras, ni en italique, ni en « petit »…
- Le gras n'est utilisé que pour surligner le titre de l'article dans l'introduction, une seule fois.
- L'italique est rarement utilisé : mots en langue étrangère, titres d'œuvres, noms de bateaux, etc.
- Les citations ne sont pas en italique mais en corps de texte normal. Elles sont entourées par des guillemets français : « et ».
- Les listes à puces sont à éviter, des paragraphes rédigés étant largement préférés. Les tableaux sont à réserver à la présentation de données structurées (résultats, etc.).
- Les appels de note de bas de page (petits chiffres en exposant, introduits par l'outil «  Source ») sont à placer entre la fin de phrase et le point final[comme ça].
- Les liens internes (vers d'autres articles de Wikipédia) sont à choisir avec parcimonie. Créez des liens vers des articles approfondissant le sujet. Les termes génériques sans rapport avec le sujet sont à éviter, ainsi que les répétitions de liens vers un même terme.
- Les liens externes sont à placer uniquement dans une section « Liens externes », à la fin de l'article. Ces liens sont à choisir avec parcimonie suivant les règles définies. Si un lien sert de source à l'article, son insertion dans le texte est à faire par les notes de bas de page.
- La présentation des références doit suivre les conventions bibliographiques. Il est recommandé d'utiliser les modèles {{Ouvrage}}, {{Chapitre}}, {{Article}}, {{Lien web}} et/ou {{Bibliographie}}. Le mode d'édition visuel peut mettre en forme automatiquement les références.
- Insérer une infobox (cadre d'informations à droite) n'est pas obligatoire pour parachever la mise en page.

Pour une aide détaillée, merci de consulter Aide:Wikification.
Si vous pensez que ces points ont été résolus, vous pouvez retirer ce bandeau et améliorer la mise en forme d'un autre article.
L'émeute de la prison de Tamara est survenue le 20 juin 2023 lorsqu'une émeute dans la prison a éclaté au Centro Femenino de Adaptación Social (« Pénitencier national des femmes pour l'adaptation sociale »), une prison pour femmes de Támara, près de Tegucigalpa, au Honduras. L'émeute serait le résultat d'un conflit entre des membres des gangs MS-13 et Barrio 18. Au moins 46 personnes ont été tuées, la plupart dans un incendie qui s'est produit au milieu du chaos. Les circonstances exactes de l'événement font toujours l'objet d'une enquête.

## Contexte
Le Centro Femenino de Adaptación Social (CEFAS) est une prison pour femmes située à Támara, à environ 20 kilomètres de la capitale, Tegucigalpa. La prison abritait entre 800 et 900 personnes incarcérées, soit le double de sa capacité. La prison a été une scène continue de conflit entre gangs, en particulier entre les gangs rivaux Barrio 18 et MS-13. Les meurtres augmentaient dans la prison dans les années qui ont précédé l'émeute, des incidents violents ayant été enregistrés pour la première fois dans l'établissement en 2020.
Le crime organisé est une force omniprésente au Honduras, ainsi que dans les pays voisins d'Amérique centrale, et est souvent renforcé par le trafic de drogue,. Les gangs honduriens exercent souvent une immense influence dans les prisons, où les pseudo-économies et les règles sont souvent mises en place par les détenus. Les conflits entre gangs sont courants au sein des prisons honduriennes et voisines, où les installations placent souvent des gangs rivaux à proximité. Dans un rapport de 2021, Human Rights Watch a déclaré que « la surpopulation, une alimentation inadéquate, un mauvais assainissement, des passages à tabac, la violence intra-gang et les meurtres de détenus sont endémiques dans les prisons [honduriennes] ». De la contrebande, ainsi que de la drogue, des pistolets, des mitrailleuses[réf. nécessaire] et des grenades, ont été découverts dans les prisons honduriennes. Les forces de sécurité sont souvent soudoyées par les détenus.
En 2012, à Comayagua, 361 personnes ont été tuées dans l'incendie de prison le plus meurtrier jamais enregistré (en). En décembre 2019, 40 détenus ont été tués dans une vague de violence dans deux prisons honduriennes pour hommes en un seul week-end.

## Émeute
Selon Delma Ordóñez, présidente d'une association de familles de prisonniers, une rixe a éclaté entre des membres des gangs rivaux Barrio 18 et MS-13,. Un détenu blessé a déclaré que des membres du Barrio 18 ont fait irruption dans un bloc cellulaire et ont ouvert le feu sur d'autres détenus ou les ont incendiés. La plupart des victimes ont été brûlées à mort, certaines ont été fusillées. Des images diffusées par les médias locaux montraient de la fumée noire sortant d'une prison. Le porte-parole du ministère public (en), Yuri Mora, a déclaré que le gouvernement ne pouvait pas confirmer les détails de l'événement pour le moment.

## Conséquences
Au moins 41 personnes sont mortes, les autorités avertissant que le nombre pourrait augmenter. Sept détenus étaient traités dans une prison locale de Tegucigalpa. La partie de la prison où l'émeute a commencé a été complètement détruite. Il s'agit de l'incident le plus meurtrier dans un centre de détention pour femmes en Amérique centrale depuis 2017, lorsque des filles d'un orphelinat au Guatemala ont incendié des matelas pour protester contre des viols et des mauvais traitements généraux, entraînant un incendie qui a tué 41 d'entre elles.
Julissa Villanueva, la responsable du système pénitentiaire hondurien, a suggéré que les émeutes avaient commencé en raison des récentes mesures de répression contre les activités illicites dans les prisons du pays. Dans une allocution télévisée après l'émeute, elle a déclaré « nous ne reculerons pas ». Sur Twitter, elle a déclaré l'état d'urgence et annoncé que les pompiers, la police et les forces militaires interviendraient. Xiomara Castro, présidente du Honduras, a accusé la sécurité pénitentiaire et les forces de l'ordre d'être complaisantes et même d'acquiescer aux émeutiers, déclarant sur les réseaux sociaux qu'elle « prendrait des mesures drastiques ».